# In Every Dream Home a Heartache
In Every Dream Home a Heartache è un brano musicale composto da Bryan Ferry, incluso nel secondo album dei Roxy Music, For Your Pleasure del 1973.

## Il brano
Dal punto di vista testuale, la traccia non è altro che un sinistro monologo, in parte una bizzarra canzone d'amore dedicata ad una bambola gonfiabile, che altro non è che la rappresentazione della solitudine. Musicalmente parlando, la canzone è dominata da un riff circolare di organo elettrico Farfisa per quanto riguarda i primi tre minuti della canzone. Subito dopo l'ultima strofa: «I blew up your body/but you blew my mind!», la canzone prosegue con un'estesa sezione strumentale, nella quale si ritaglia un posto di rilievo il chitarrista Phil Manzanera. La canzone sembrerebbe una risposta al lavoro del pittore Richard Hamilton, professore di Ferry all'università, nonché una delle sue più grandi influenze, dal titolo “Just what is it that makes today’s homes so different, so appealing?”, del 1956, "Cosa rendono le case di oggi così diverse e così affascinanti?". Il titolo dell'opera sembrerebbe provenire dal magazine Ladies Home Journal che afferma: “Just what is it that makes today’s homes so different, so appealing? Open planning of course—and a bold use of color.” 
Sul vinile originale, la canzone era posta alla fine della prima facciata (lato A), e sembrava sfumare verso la fine, per poi ritornare udibile attraverso tecniche audio di sfasamento, particolarità che però è stata mantenuta anche nella ristampa in formato CD.
La canzone rimane ancora oggi una delle più iconiche e celebri dei primi Roxy Music, essendo stata eseguita dalla band nello show della BBC Old Grey Whistle Test, e regolarmente dal vivo nei concerti, come dimostrato nei live album Viva! e Concerto.

## Cover
Il brano è stato reinterpreatato da Jared Louche dei Chemlab, Rozz Williams & Gitane Demone nell'albulm Dream Home Heartache, titolo che è un diretto riferimento alla canzone. Veniva inoltre eseguita in concerto da Peter Murphy durante il suo tour del 2009. Altra versione ne diedero i Fields of the Nephilim sull'album Revelations. L'artista alternative hip hop canadese Buck 65 reinterpretò il brano nel suo sesto album solista Vertex del 1999.
Il bassista John Taylor, durante la sua parentesi solista dopo l'abbandono dei Duran Duran nel 1997, organizzò un album tributo ai Roxy Music intitolato Dream Home Heartaches: Remaking/Remodeling Roxy Music (1999). Nel disco In Every Dream Home a Heartache venne eseguita da Xan.
Nel 2013, il brano è stato reinterpretato dai Melvins in occasione del loro album di cover Everybody Loves Sausages, con alla voce l'ospite speciale Jello Biafra.

## Riferimenti in altri media
- Il brano è stato scelto nel 2019 per lo spot TV della nuova fragranza di Gucci, Mémoire d'une Odeur[5].
- Nel 2019, la canzone è stata utilizzata nella serie televisiva Mindhunter: il brano è presente nella scena iniziale della 2x01 dove appare il serial killer Dennis Rader.
- La canzone compare nella colonna sonora di “The Gentlemen” di Guy Ritchie[6]

## Formazione
- Andy MacKay: organo Farfisa, sassofono
- Bryan Ferry: voce, chitarra ritmica
- Brian Eno: sintetizzatore VCS 3, effetti nastro
- Paul Thompson: batteria
- Phil Manzanera: chitarra
- John Porter: basso